# 948

948(구백사십팔)은 947보다 크고 949보다 작은 자연수다.

## 수학
- 합성수로, 그 약수는 총 12개다. (1, 2, 3, 4, 6, 12, 79, 158, 237, 316, 474, 948)
  - 948의 진약수의 합은 1292이므로, 948은 과잉수다.
- {\displaystyle 23^{6}-1}은 948로 나누어떨어진다.

## 과학
- NGC 948: 고래자리 방향에 있는 나선 은하.

## 교통
- 주도 제948호선

## 문화유산
- 대한민국의 보물 제948호: 대불정여래밀인수증요의제보살만행수능엄경(언해) 권3

## 기타
- 연도: 948년, 기원전 948년